# John Mordaunt (député)
L'honorable John Mordaunt (v. 1709 - 1er juillet 1767) est un officier et homme politique britannique.

## Biographie
Mordaunt est le deuxième fils de John Mordaunt, vicomte Mordaunt et de Frances Powlett et fait ses études à la Westminster School. Il rejoint l'armée en tant que cornette dans les Royal Horse Guards de 1726 à 1736. En 1745, pendant la rébellion jacobite, il rejoint l'armée pour servir comme lieutenant-colonel du régiment de chevaux légers du duc de Kingston, qu'il commande à la bataille de Culloden.
Il est élu au Parlement en 1739 en tant que député de Nottinghamshire, siégeant jusqu'en 1747, puis est élu pour représenter Winchelsea jusqu'en 1754. Il siège pour Christchurch de 1754 à 1761 .
Il meurt en 1767. Il épouse en novembre 1735 l'hon. Mary Howe (d. 1749), la fille de Scrope Howe (1er vicomte Howe) et la veuve de Thomas Herbert (8e comte de Pembroke). Il se remarie à Elizabeth Hamilton, mais n'a aucun enfant à l'une ou l'autre des deux épouses.